# دودة كتب
دودة الكتب مصطلح مترجم (بالإنجليزية:  Bookworm)‏ أو محب القراءة، وتعرف بحالة "Bibliophilia" وهو شخص لديه ولع بالكتب والمكتبات، ويقضي جل وقته في قراءة الكتب. وهي حالة أقل تطرفاً في حب الكتب من حالة «هوس كتب» التي هي من أنواع الوسواس القهري (OCD) وهو حالة متطرفة من جمع الكتب، قد لا تقضي وقتاً بقراءة الكتب بل بتجميعها من شدة فرط الحب بالكتب.

## دودة الكتب ودودة الكاتب
أصبحت دودة الكتب كأي اهتمام آخر يشارك على صفحات التواصل الاجتماعي، بين أصحاب نفس الاهتمام حيث أصبح صانعوا المحتو الذين هم دودة كتب يتخصصون في صناعة محتوى حول قراءة الكتب ومناقشتها ومراجعتها واقتراحها، مثل قناة «دودة الكتب» وغيرها أمّا الكتاب لا يصفون أنفسهم بدودة كتب، بل يشعرون أن هناك دودة حقيقة داخلهم تملي عليهم ما يقرؤون، وأن الميل الأدبي والكتابة هي الدودة الوحيدة كما يقول ماريو بارغاس يوسا في الفصل الأول من كتابه «رسائل إلى روائي شاب».

## دراسة دودة الكتب كمستهلك
يلاحظ الباحثون أن بعضاً من الكتب لقت رواجاً أكثر من غيرها، مثل سلسلة هاري بوتر الشهيرة، لايجاد تلك العناصر التي جعلت ملايين الأشخاص دودتهم تستيقظ ليقرؤوا ويشتروا سلسلة طويلة من الصفحات والاهتمام بها حتى قبل صدورها كفيلم.

## المسابقات العربية للقرّاء
1. مسابقة تحدي القراءة العربية[11][12]
2. مسابقة اقرأ [13]
3. مسابقة الفكر العربي [14]